# Efeito Kapitsa–Dirac
O efeito Kapitsa–Dirac é um efeito da mecânica quântica, que consiste na difração de matéria por uma onda estacionária de luz.

## História
O efeito foi previsto pela primeira vez para a difração de elétrons por ondas estacionárias de luz por Paul Adrien Maurice Dirac e Pyotr Kapitsa em 1933. Este fenômeno está associado à dualidade onda-partícula da matéria, como proposto por Louis de Broglie em 1924. No experimento de Davisson–Germer de 1927, observou-se a difração de elétrons por uma estrutura periódica de matéria, assim se mostrou que os elétrons podem ter comportamento similar a ondas.
Logo após este experimento, Kapitza e Dirac predisseram que os elétrons deveriam também ser difratados por uma onda estacionária. O efeito Kapitza-Dirac é análogo à difração da luz por uma rede de difração, mas de forma inversa: com matéria no lugar das ondas e ondas no lugar da matéria.